# Beta Synt
Con la sigla Synt e Zero Gara si riconoscono una serie di motociclette da trial prodotte dalla Beta Motor a partire dal 1992 fino al 1994, di cui le prime più per uso stradale, mentre le seconde per partecipare ai mondiali della categoria.
Questa moto fu accompagnata dalla Beta Super Trial 240, che non è nient'altro che una Beta TR 35 250.

## Descrizione
Rispetto al precedente modello, la Beta TR 35, adotta un nuovo motore che per la prima volta usa il raffreddamento a liquido e si adotta un nuovo passaggio per l'espansione che termina a destra e non più a sinistra, che verrà poi utilizzato anche per i modelli successivi, il telaio viene rivisto passando da un monotrave a un bitrave con serbatoio integrato, ma sostanzialmente rimane con le stesse misure, le carenature vengono arrotondate e ampliate per convogliare l'aria al radiatore, le forcelle, il faro e il parafango rimangono i medesimi, mentre il forcellone viene leggermente rivisto
.
Le differenze tra i modelli Synt e Zero Gara è dato dal fatto che quest'ultima non usano la carenatura del telaio e i convogliatori dell'aria, così come l'assenza del faro anteriore.

## Cilindrate
Le cilindrate hanno spaziato, durante i vari anni di produzione:
- 50
- 125
- 240
- 260